# Chaperoner
Chaperoner är en grupp av proteiner som hjälper till med veckningen av andra proteiner, vissa av dem är så kallade värmechockproteiner (HSP, heat shock proteins). Chaperonerna är konstitutiva och finns i alla delar av cellen. De delas in i två huvudgrupper:
- molekylära chaperoner (HSP70-liknande) som bland annat binder och stabiliserar oveckade eller delvis veckade proteiner och därmed skyddar dem från nedbrytning.
- chaperoniner (HSP60-liknande) som aktivt veckar proteiner inuti sin tunn-liknande struktur.

En del proteiner veckas till sin slutgiltiga tertiärstruktur av de molekylära chaperonerna som binder till proteinet allt eftersom det syntetiseras i ribosomen. Andra proteiner behöver ytterligare veckning vilket då sker i chaperoninerna: Proteinet förs in i chaperoninen allteftersom det bildas. HSP70 släpper och följer därmed inte med in. Inne i chaperonen binder proteinet till subenheter i den tunnliknande strukturens väggar vilka genom ATP-hydrolys fås att vrida sig och därmed vecka proteinet. Denna process kan upprepas.